# Objetos visibles desde el espacio

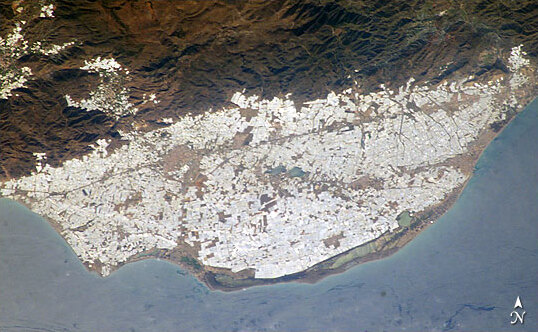
Invernaderos en la provincia de Almería, Andalucía, España.

Entre las estructuras artificiales visibles desde la órbita terrestre sin ninguna ayuda mecánica (como una cámara o unos prismáticos) se encuentran algunas carreteras, presas y ciudades, así como el complejo de invernaderos situado en la provincia de Almería, en Andalucía, España. El ejemplo más citado, la Gran Muralla China, no se puede ver.
El problema de discernir entre la realidad y la leyenda urbana radica en definir a qué distancia se encuentra el "espacio", el cual puede estar entre los 100 (línea de Kármán) y los 400 km (órbita de la Estación Espacial Internacional) sobre el nivel del mar. Sin embargo, la definición más aceptada es la mencionada línea de Kármán, que se encuentra a una altitud aproximada de 100 kilómetros (62 millas o 330000 pies). Esta línea es aceptada por la Fédération Aéronautique Internationale (FAI), una organización dedicada al establecimiento de estándares internacionales y reconocedora de los récords en aeronáutica y astronáutica, como el límite entre la atmósfera terrestre y el espacio exterior.
Las ciudades se distinguen fácilmente del área rural que las rodea por los astronautas que se encuentran en una órbita terrestre a 217 kilómetros de altura. Incluso son visibles desde la Estación espacial, que se encuentra en una órbita superior. Con prismáticos, los astronautas pueden ver carreteras, aeropuertos, presas, puertos e incluso vehículos y barcos de gran tamaño. En torno a una órbita de 250 a 550 kilómetros, algunos de esos objetos se pueden ver desde la Estación espacial.
La afirmación de que ciertos objetos hechos por el hombre son tan grandes que se pueden observar desde el espacio se introdujo en la cultura popular como un meme ("Muchos sabrán que..."), pregunta de concursos, metáfora, leyenda urbana, y proverbio. Por ejemplo, en mayo de 2010 algunos medios de comunicación comentaron que una represa gigante construida por castores en el Parque nacional Búfalo de los Bosques (Canadá) se veía desde el espacio.

## Gran Muralla China
Sin duda, la Gran Muralla china es el objeto hecho por el hombre al que más se le atribuye la capacidad de ser visto desde el espacio. Aunque esto parece imposible desde cierta distancia. El parámetro relevante no es la longitud de la Muralla (en torno a los 7300 km), sino su anchura, normalmente menor de 6 metros. Para ilustrar esto con un simple ejemplo, ver la Gran Muralla desde una distancia de 160 km [de altura] sería lo mismo que ver un cable de 2 centímetros de diámetro desde más de medio kilómetro de distancia, o distinguir a un ser humano de 1,70 m de altura a 45 km.
Incluso un ojo humano ópticamente perfecto sería incapaz de ver el monumento por dos razones:
- primero, la distribución espacial de los conos en la fóvea central impone un límite a la agudeza visual de 2,3 (en torno a 20/9). En este caso, una imagen perfecta de la Gran Muralla estaría sobre un tercio del tamaño de un solo cono sin tener en cuenta la difracción pupilar;
- segundo, los efectos de la difracción pupilar también limitan la agudeza visual humana a 5 (20/4) (para una pupila de 6 mm y una longitud de onda de 555 nm).[11]

La página sobre leyendas urbanas Snopes.com asevera que fue el escritor Richard Halliburton quien popularizó esta creencia en su libro Second Book of marvels, the Orient en 1938. Este creencia ha sido totalmente desmentida, pero aún se encuentra muy arraigada en la cultura popular.

## Otros edificios
Según el Libro Guinness de récords mundiales, el Palacio del Pueblo de Bucarest (Rumania) es el segundo edificio administrativo más grande del mundo (después de El Pentágono). En algunos informes se ha dicho que es visible desde el espacio.

## Contaminación

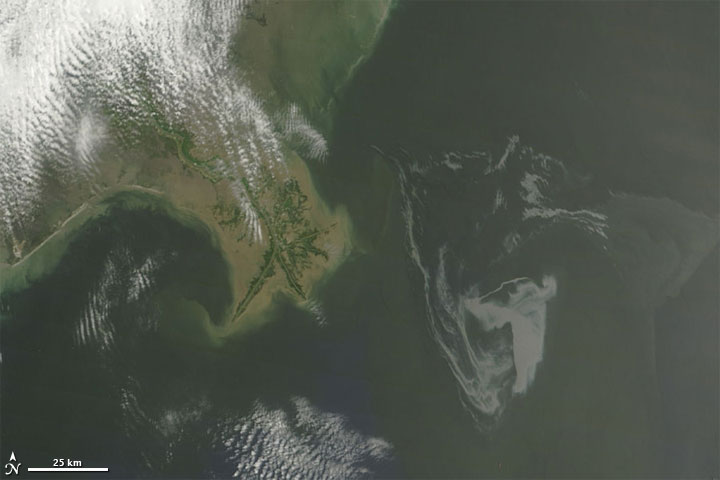
El petróleo vertido por la plataforma petrolífera Deepwater Horizon en el golfo de México fue fotografiado por el satélite Terra de la NASA el 1 de mayo de 2010.

Se suele considerar que la contaminación a gran escala es visible desde el espacio. El derrame de petróleo de la plataforma petrolífera Deepwater Horizon que tuvo lugar el 20 de abril de 2010 fue descrito como tal en las noticias, así como en los chistes que se hicieron sobre el vertido. La floraciones de algas y las aguas negras, que han sido creadas indirectamente por la contaminación humana, son visibles y han sido fotografiadas desde el espacio.

## Ficción
- En la película The Truman Show (1998), la vida del personaje principal se rueda dentro de un gigantesco estudio de televisión en la ciudad ficticia de Seahaven,  la cual es visible desde el espacio.